# Thrypticomyia ponapicola
Thrypticomyia ponapicola är en tvåvingeart som först beskrevs av Alexander 1972.  Thrypticomyia ponapicola ingår i släktet Thrypticomyia och familjen småharkrankar. Inga underarter finns listade i Catalogue of Life.